# Distrikt Pueblo Nuevo (Chepén)
Der Distrikt Pueblo Nuevo (Pueblo Nuevo spanisch für „neues Dorf“) liegt in der Provinz Chepén der Region La Libertad in Nordwest-Peru. Der am 18. April 1935 gegründete Distrikt hat eine Fläche von 271,16 km². Beim Zensus 2017 lebten 11.629 Einwohner im Distrikt. Im Jahr 1993 betrug die Einwohnerzahl 8804, im Jahr 2007 12.365. Verwaltungssitz ist die Kleinstadt Pueblo Nuevo.

## Geographische Lage
Der Distrikt Pueblo Nuevo liegt im Westen der Provinz Chepén. Er erstreckt sich entlang der Pazifikküste und die angrenzende Küstenebene. Ein etwa 16 km langer Küstenabschnitt gehört zum Distrikt. Der Distrikt reicht etwa 14 km ins Landesinnere. Ein etwa 8 km breiter Küstenstreifen, der bis zu einem 400 m hohen Höhenkamm reicht, ist Wüste. Weiter im Inland auf Höhen von etwa 70 m wird bewässerte Landwirtschaft betrieben. Der Flusslauf des Río Chamán durchquert den Distrikt.
Der Distrikt Pueblo Nuevo grenzt im Nordwesten an den Distrikt Chiclayo (in der Provinz Chiclayo der Region Lambayeque). Im Nordosten liegt der Distrikt Pacanga, im äußersten Osten der Distrikt Chepén sowie im Süden der Distrikt Guadalupe (Provinz Pacasmayo).

## Siedlungen und Ortschaften im Distrikt
- Alto San Ildefonso
- Catalina
- Charcape
- El Milagro
- El Progreso
- El Trigo
- Geipe Alto
- Geipe Bajo
- Nueva Esperanza
- Nuevo Horizonte
- Puerto Chérrepe
- San Isidro
- Santa Maria
- Santa Rosa